# Carmel Agius
Carmel Agius (Sliema, 18 augustus 1945) is een Maltees rechter. In 1977 begon hij als zodanig op Malta en sinds 2001 is hij rechter van het Joegoslavië-tribunaal.

## Levensloop
Agius studeerde aan de Universiteit van Malta en slaagde daar in 1964 als Bachelor of Arts voor de vakken Engels, Italiaans en Economie. Hij vervolgde zijn studie aan dezelfde universiteit en behaalde daar vervolgens in 1968 het diploma van notaris en in 1969 het doctoraat in de rechten (LL.D).
Na zijn studie ging hij aan het werk als advocaat en was hij als juridisch adviseur werkzaam voor The Times en de Bank of Valletta. In 1977 werd hij benoemd tot voorzittend rechter voor zowel civiele als strafzaken en in de jaren erna tot 2001 sprak hij recht in verschillende hoven, waaronder het hof van beroep, het strafhof en het constitutionele hof.
Van 1999 tot 2008 was hij daarnaast lid van het Permanente Hof van Arbitrage. Sinds 2001 is hij rechter van de strafkamer en sinds 2011 vicepresident van het Joegoslavië-tribunaal in Den Haag. In 2004 werd hij voor een periode van negen jaar herkozen als rechter van het tribunaal. Hij was voorzittend rechter tijdens de rechtszaken van Radoslav Brđanin, Naser Orić en de meervoudige zaak van Cvjetko Popović. Sinds 2010 handelt hij ook hoger beroepszaken af van de gezamenlijke beroepskamer met het Rwanda-tribunaal. Hier was hij voorzittend rechter in de beroepszaak van Tharcisse Renzaho en is hij dat nog in de zaken van Vlastimir Đorđević en Dominique Ntawukulilyayo. Sinds de start in juli 2013 is hij ook rechter van het Internationale Residumechanisme voor Straftribunalen.
Naast zijn loopbaan als rechter was Agius internationaal gezant voor Malta tijdens verschillende bijeenkomsten op het gebied van strafrecht en rechtsordening. Zo was hij van 1990 tot 2001 leider van de Maltese delegatie tijdens alle jaarlijkse bijeenkomsten van de commissie van de Verenigde Naties op het gebied van criminaliteitpreventie en strafrecht in Wenen. Ook vertegenwoordigde hij zijn regering vier achtereenvolgende jaren tijdens de VN-congressen over criminaliteitpreventie en de behandeling van delinquenten. Van 1996 tot 1998 vertegenwoordigde hij Malta bij de oprichting van het Internationale Strafhof.
Agius bracht een aantal publicaties voort en was van 1998 tot 2004 lid van het redactiebestuur van het Mediterranean Journal of Human Rights dat werd voortgebracht door de Universiteit van Malta.